# Équipe cycliste Tre Berg-PostNord
L'équipe cycliste Tre Berg-PostNord est une équipe cycliste suédoise ayant le statut d'équipe continentale depuis sa création en 2015.

## Classements UCI
L'équipe participe aux épreuves des circuits continentaux et en particulier de l'UCI Europe Tour. Le tableau ci-dessous présente les classements de l'équipe sur les circuits, ainsi que son meilleur coureur au classement individuel.
UCI Europe Tour
| Saison | Classement par équipes | Meilleur coureur au classement individuel |
| ------ | ---------------------- | ----------------------------------------- |

## Championnats nationaux
- Championnats de Suède sur route : 5
  - Course en ligne : 2015 (Alexander Gingsjö) et 2016 (Richard Larsén)
  - Contre-la-montre : 2016 (Alexander Wetterhall)
  - Course en ligne espoirs : 2015 (Alexander Gingsjö) et 2016 (Lucas Eriksson)

## Tre Berg-PostNord en 2017[2]

### Effectif
| Cycliste | Date de naissance | Nationalité | Équipe 2016 |
| -------- | ----------------- | ----------- | ----------- |

### Victoires
| Date | Course | Pays | Classe | Vainqueur |
| ---- | ------ | ---- | ------ | --------- |